# 山本隆司 (テレビプロデューサー)
山本 隆司（やまもと たかし）は、テレビ朝日総合編成局放送基準担当局長。元チーフプロデューサー。東京大学卒。2002年11月に盲腸のため入院(退院時、内村プロデュースでスペシャルのタイトルになった)。2008年9月担当していた番組の一部を河口勇治、高橋良行チーフプロデューサーに、2009年7月からは、山下浩司ゼネラルプロデューサーに引き継いだ。2010年6月29日付で編成制作局制作1部統括担当部長。2013年7月でチーフプロデューサーの兼務を解いた。2014年7月1日付で現職。

## 担当番組

### 現在

#### スペシャル番組
- 魔界潜入!怪奇心霊（秘）ファイル

### 過去の担当番組
- 内村プロデュース
- ビートたけしの!こんなはずでは!!
- トリセツ
- メンズキャイ～ン
- 不思議どっとテレビ。これマジ!?
- ほんパラ!関口堂書店
- あなたのフツーは大丈夫!?激突ハッピーチェック
- 上岡龍太郎のイチャ門天
- 所様はタコ
- 27時間チャレンジテレビ
- SmaSTATION-3→SmaSTATION-4
- ウッチャンナンチャンの炎のチャレンジャーこれができたら100万円!!
- 超豪華オールスター大集合!!番組対抗 炎の熱血バトル（テレビ朝日の番組対抗期首特番）
- ビートたけしの嵐の大ゲンカ超常現象バトル!（テレビ朝日の大晦日特番）
- 志村&所の戦うお正月
- ビートたけしのD-1グランプリ
- ビートたけしの世界はこうしてダマされた!?*ビートたけしの禁断の大暴露!!超常現象(秘)Xファイル
- 朝までたけし軍団
- たけスポ
- オーラの泉
- アドレな!ガレッジ
- 細木数子の緊急大予言
- 世界スクープサミット
- 鳥越道場
- Oh♪dolly25
- 悲宝館
- 『ぷっ』すま
- SmaSTATION!!
- 笑顔がごちそう ウチゴハン
- 旅の香り〜四季の名宿めぐり〜
- 業界技術狩人 ギョーテック
- 草野☆キッド
- 恋愛百景
- ビートたけしのTVタックル